# Pedro de Cordoba (dominicain)
Pedro de Cordoba (Cordoue, 1482 - Hispaniola, 1525), missionnaire dominicain . Il fut l'un des premiers évangélisateurs et protecteurs des indiens. Il a dénoncé les abus de l'encomienda.

## Biographie
Il est né à Cordoue, en Andalousie, en 1482. Il étudie la théologie à l'Université de Salamanque et entre dans l'Ordre Dominicain.
En 1510, il se rend sur l'île d'Hispaniola, avec trois autres frères dominicains, Antonio de Montesinos, Bernardo de Santo Domingo et Domingo de Villamayor, pour fonder le premier couvent de l'Ordre.
À la suite du scandale provoqué par le sermon du 21 décembre 1511 du frère Antonio de Montesinos qui dénonçait  les exactions commises par les colons espagnols contre les Indiens, Pedro de Cordoba est convoqué en Espagne pour témoigner et répondre aux accusations formulées contre les dominicains. Les débats sont à l'origine de l'élaboration des Lois de Burgos.
Son ouvrage, Doctrina cristiana para instrucción e información de los Indios por manera de historia, est l'un des premiers catéchismes destinés à l'éducation des Indiens. Il a été imprimé au Mexique en 1544 sous la direction de Juan de Zumárraga, évêque de la Nouvelle-Espagne
Il est mort sur l'île d'Hispaniola en 1521.

### Œuvre
Doctrina Cristiana para Instrucción de los Indios. Redactada por Fr. Pedro de Córdoba, O.P. y otros doctos de la misma orden. Impresa en México, 1544 y 1548, Salamanque 1987. 

### Études
- (es) Boria Rubén, Fray Pedro de Córdoba, O.P. (1481-1521), Tucumán 1982.
- (es) Campos Villalón Luisa, Pedro de Córdoba precursor de una comunidad defensora de la vida, Saint Domingue, R.D. 2008.
- (es) Medina Miguel Angel, Una comunidad al servicio del indio. La obra de Fr. Pedro de Córdoba, O.P. (1482-1521), Madrid 1983.